# Jean-Baptiste Édouard Bornet
Jean-Baptiste Édouard Bornet (født 1828 i Guérigny, Nièvre departement, Frankrig, død 1911 i Paris) var en fransk botaniker, særlig algolog. 